# 小行星5878
小行星5878（5878 Charlene）是一颗绕太阳运转的小行星，为主小行星带小行星。该小行星于1991年2月14日发现。

## 轨道参数
小行星5878的轨道半长轴为2.3085565 UA，离心率为0.149。